# Georg Berna
Pour les articles homonymes, voir Berna.
Georg von Berna (né le 30 juin 1836 à Francfort-sur-le-Main et mort le 18 octobre 1865 à Büdesheim) est un rentier et propriétaire de manoirs hessois ainsi que le financier et le participant d'un voyage d'exploration.

## Famille
Georg Friedrich David Anton Berna est issu d'une famille de commerçants de Francfort. Son père est le marchand de soie Johann Anton Berna (1813-1836), sa mère Maria Aloysia Claudine Sophie née von Guaita (1815-1859) fille du maire de Francfort Georg Friedrich von Guaita (de) (1772-1851) et sa femme Magdalene née Brentano (de) (1788-1861). Son grand-père est le marchand de Francfort David (Anton) Berna di Pratto (de) (mort en 1835) d'origine italienne (de Prato (de) au Tessin), qui, avec son frère Johann Anton (morte en 1819), dirige des magasins de soierie à Francfort, Mayence et Lyon. Le père de Georg Berna décède un peu moins d'une semaine après sa naissance. Comme son grand-père est déjà décédé en 1835, Georg Berna hérite de la considérable fortune familiale. Sa mère épouse son cousin Ludwig (Louis) Brentano (1811-1895) en 1840.

## Biographie
Georg Berna étudie le droit à Bonn, où il devient membre du Corps Borussia en 1855. Il complète ses études par un doctorat. Il est ensuite consul général impérial et royal d'Autriche pour le Grand-duché de Hesse, membre puis deuxième directeur de l'Association du district agricole de Vilbel et vice-président de l'Association d'élevage de chevaux du Rhin central.
Le 14 février 1860, il acquiert le domaine seigneurial des barons d'Edelsheim (de) à Büdesheim et, utilisant sa fortune, transforme le domaine déjà avancé en un domaine exemplaire pour la région de Wetterau.
De mai à octobre 1861, Berna entreprend un "voyage au pays du Nord" financé à titre privé pour étudier la géologie, le volcanisme, la flore et la faune. Il part de Hambourg le long de la côte norvégienne jusqu'au Cap Nord, Jan Mayen et l'Islande puis revient à Hambourg en passant par l'Écosse. Le directeur scientifique est le professeur de géologie genevois Carl Vogt, qui publie en 1863 le récit de voyage "Nord-Fahrt, entlang der Norwegischen Küste, nach dem Nordkap, den Inseln Jan Mayen und Island..." à Francfort-sur-le-Main. Les autres participants sont le peintre de Francfort Heinrich Hasselhorst, le géologue Dr. Armand Gressly et le médecin Alexander Herzen Jr. (1839-1906). Les plantes récoltées lors de ce voyage se trouvent dans l'Herbier Senckenbergianum (FR) du Musée Senckenberg de Francfort.
Berna est mort de la diphtérie à l'âge de vingt-neuf ans seulement dans son domaine de Büdesheim.

## Famille
Berna se marie le 14 juin 1864 avec Anna Maria née Christ (née le 18 avril 1846 à New York et morte le 30 décembre 1915 à Büdesheim), une fille du commerçant new-yorkais Georg Christ, issue de son mariage avec Henrietta Cordelia née Mortimer.
Quinze ans après la mort de Berna, elle se fiance au comte Waldemar von Oriola (de) (1854-1910) à Sienne, qu'elle épouse le 18 décembre 1880 à Nuremberg et avec qui elle vit ensuite à l'ancien château de Büdesheim (de).
En 1880, elle charge Arnold Böcklin de peindre Bild zum Träumen, le stimulant ainsi pour créer la deuxième version de son tableau plus tard bien connu L'Île des morts.